# Хорхе Пачеко Ареко
Хорхе Алехандро Пачеко Ареко (ісп. Jorge Alejandro Pacheco Areco; 9 квітня 1920, Монтевідео, Уругвай — 29 липня 1998, там само) — президент Уругваю (1967–1972).

## Життєпис
Батько і дід майбутнього президента були тісно пов'язані з політикою, будучи депутатами від партії Колорадо.
Юридичну освіту не завершив, захопившись журналістикою. Після смерті свого дядька Рафаеля Батльє Пачеко, прийняв на себе керівництво виданням «El Día» (1961–1965), органу Батльїстської партії «Колорадо».
- 1963–1967 — депутат парламенту від партії Колорадо. Один з ініціаторів конституційної реформи 1966 року народження, який відновив президентську форму правління.
- 1967 — віцепрезидент в парі з Оскаром Дієґо Альваро Хестідо. Після його раптової смерті в грудні того ж року стає очільником держави; на посаді президента був до 1972.

### На посту президента
У сфері внутрішньої політики його уряд в 1968–1970 неодноразово вдавався до репресій проти партизанського національно-визвольного руху Тупамарос, вводив у країні надзвичайний стан, брав під цензуру опозиційні ЗМІ. Були заборонені ліві партії, включаючи Соціалістичну партію Ургуваю. Після викрадення повстанцями британського посла Джеффрі Джексона і декількох бізнесменів та політиків, в 1971 видав спеціальний декрет № 566/971, яким зобов'язував Збройні сили Уругваю активізувати боротьбу з повстанською діяльністю. Для боротьби з Тупамаросом президент Пачеко санкціонував створення ескадронів смерті Націоналістична збройна оборона, молодіжного руху JUP, розгалуженої системи цивільних правих організацій — підприємницьких, профспілкових, студентських. Видатним провідником його політики став професор Армандо Акоста-і-Лара, ідеолог правих сил, призначений заступником міністра внутрішніх справ.
В економіці було створено спеціальну комісію з контролю над цінами і доходами в Уругваї (COPRIN). Її основна мета полягала в координації заходів з боротьби із високою інфляцією, сприяння виробництва і досягнення справедливого розподілу доходів. Фактично був введений контроль за заробітною платою і цінами. Цей крок викликав схвалення уругвайських обивателів і протести в робочому середовищі, для придушення яких президент двічі вводив надзвичайний стан — в червні 1968 і в червні 1969. Для майбутніх урядів мав негативні наслідки.
Напередодні виборів 1971 партизанські дії Тупамароса були припинені. Створена лівими партіями коаліція «Широкий фронт» мала непогані шанси на перемогу, оскільки у всіх на виду була перемога блоку «Народна єдність» і його лідера Сальвадора Альєнде в Чилі. Однак на виборах Широкий фронт отримав тільки 20 % голосів; президентом був обраний кандидат від правої фракції «Колорадо» Хуан Марія Бордаберрі. Відразу ж після голосування спливли факти масових фальсифікацій і підтасувань, і протести поновилися.

### Після президентства
- 1972–1980 — посол в Іспанії та Швейцарії.
- 1980–1982 — посол у США.
- 1985–1989 — посол у Парагваї.

На виборах 1984, 1989 і 1994 балотувався на пост президента Уругваю.
У 1994 пішов з політичного життя через стан здоров'я.